# The Animal Kingdom
The Animal Kingdom és una pel·lícula estatunidenca dirigida per Edward H. Griffith, estrenada el 1932.

## Argument
Tom Collier, jove editor, ha mantingut una relació apassionada i intel·lectual amb una dibuixant, Daisy Sage. Havent posat fi a la seva relació, ha conegut Cecilia, amb qui ha decidit ràpidament casar-se. Mentre són anunciades les esposalles, Daisy, encara enamorada, torna, però massa tard. El matrimoni té lloc. Sota la influència de Cecilia, Tom Collier, que era un editor integra i exigent, fa cada vegada més concessions comercials. Daisy, continua sent fidel a ella mateixa. Tom Collier, ha d'evolucionar, per amor per a la seva dona, en un mitjà de convencions burgeses que no l'interessen.

## Repartiment
- Ann Harding: Daisy Sage
- Leslie Howard: Tom Collier
- Myrna Loy: Cecilia
- William Gargan: Regan, el majordom
- Neil Hamilton: Owen
- Ilka Chase: Grace
- Henry Stephenson: Rufus Collier
- Leni Stengel: Franc Schmidt
- Don Dillaway: Joe Fiske

## Al voltant de la pel·lícula
- La pel·lícula ha estat codirigida per George Cukor, que no surt als crèdits.